# Irmãos Dardenne
Os Irmãos Luc Dardenne (nascido em 10 de março de 1954, em Awirs, Bélgica) e Jean-Pierre Dardenne (nascido em 21 de abril de 1951, em Engis, Bélgica) são diretores de cinema belgas.

## História
Luc e Jean-Pierre dirigiram vários filmes, antes de serem premiados com a Palma de Ouro do Festival de Cinema de Cannes, pelos filmes Rosetta (1999) e A Criança em 2005.

## Filmografia

### Cinema
| Ano  | Título                     | Creditados como | Creditados como | Creditados como | Notas         |
| Ano  | Título                     | Diretores       | Roteiristas     | Produtores      | Notas         |
| ---- | -------------------------- | --------------- | --------------- | --------------- | ------------- |
| 1987 | Falsch                     | Sim             | Sim             |                 |               |
| 1992 | Je pense à vous            | Sim             | Sim             | Sim             |               |
| 1995 | Faute de soleil            |                 |                 | Sim             | Co-produtores |
| 1996 | La Promesse                | Sim             | Sim             |                 |               |
| 1999 | Rosetta                    | Sim             | Sim             | Sim             |               |
| 2001 | The Milk of Human Kindness |                 |                 | Sim             | Co-produtores |
| 2002 | The Son                    | Sim             | Sim             | Sim             |               |
| 2003 | The Living World           |                 |                 | Sim             | Co-produtores |
| 2003 | Stormy Weather             |                 |                 | Sim             |               |
| 2003 | The Sun Assassinated       |                 |                 | Sim             |               |
| 2005 | The Axe                    |                 |                 | Sim             | Co-produtores |
| 2005 | A Criança                  | Sim             | Sim             | Sim             |               |
| 2006 | The Colonel                |                 |                 | Sim             |               |
| 2007 | Vous êtes de la police?    |                 |                 | Sim             | Co-produtores |
| 2008 | Lorna's Silence            | Sim             | Sim             | Sim             |               |
| 2009 | The Front Line             |                 |                 | Sim             |               |
| 2010 | K.O.R.                     |                 |                 | Sim             |               |
| 2011 | Le Gamin au vélo           | Sim             | Sim             | Sim             |               |
| 2011 | The Minister               |                 |                 | Sim             |               |
| 2012 | Ferrugem e Osso            |                 |                 | Sim             | Co-produtores |
| 2012 | Beyond the Hills           |                 |                 | Sim             | Co-produtores |
| 2013 | Marina                     |                 |                 | Sim             | Co-produtores |
| 2013 | Je fais le mort            |                 |                 | Sim             | Co-produtores |
| 2014 | Dois Dias, Uma Noite       | Sim             | Sim             | Sim             |               |
| 2014 | Wild Life                  |                 |                 | Sim             | Co-produtores |
| 2015 | Diary of a Chambermaid     |                 |                 | Sim             | Co-produtores |
| 2015 | Cowboys                    |                 |                 | Sim             | Co-produtores |
| 2015 | Long Live the Bride        |                 |                 | Sim             | Co-produtores |
| 2016 | Le Fils de Joseph          |                 |                 | Sim             | Co-produtores |
| 2016 | Hedi                       |                 |                 | Sim             | Co-produtores |
| 2016 | The Graduation             |                 |                 | Sim             | Co-produtores |
| 2016 | Pericle                    |                 |                 | Sim             | Co-produtores |
| 2016 | The Unknown Girl           | Sim             | Sim             | Sim             |               |
| 2016 | Les Carnivores             |                 |                 | Sim             | Co-produtores |

### Documentários
| Ano  | Título                                                      | Creditados como | Creditados como | Creditados como | Notas                                  |
| Ano  | Título                                                      | Diretores       | Roteiristas     | Produtores      | Notas                                  |
| ---- | ----------------------------------------------------------- | --------------- | --------------- | --------------- | -------------------------------------- |
| 1978 | Le Chant du rossignol                                       | Sim             |                 |                 |                                        |
| 1980 | Pour que la guerre s'achève, les murs devraient s'écrouler  | Sim             | Sim             |                 |                                        |
| 1981 | R... ne répond plus                                         | Sim             | Sim             |                 | Também cinegrafistas e editores        |
| 1982 | Leçons d'une université volante                             | Sim             | Sim             |                 | Também cinegrafistas                   |
| 1983 | Regarde Jonathan, Jean Louvet, son œuvre                    | Sim             |                 |                 | Também editores e operadores de câmera |
| 1997 | Gigi, Monica... et Bianca                                   |                 |                 | Sim             | Produtores executivos                  |
| 2000 | La Devinière                                                |                 |                 | Sim             | Line producer                          |
| 2002 | Brook by Brook                                              |                 |                 | Sim             | TV; co-produtores                      |
| 2002 | Romances de terre et d'eau                                  |                 |                 | Sim             |                                        |
| 2005 | Il fare politica                                            |                 |                 | Sim             |                                        |
| 2006 | Rwanda, les collines parlent                                |                 |                 | Sim             |                                        |
| 2007 | Why We Can't See Each Other Outside When the Sun is Shining |                 |                 | Sim             |                                        |
| 2009 | Children Without a Shadow                                   |                 |                 | Sim             | Produtores executivos                  |
| 2012 | Un été avec Anton                                           |                 |                 | Sim             | TV                                     |
| 2013 | À ciel ouvert                                               |                 |                 | Sim             | Co-produtores                          |

### Curta-metragem
| Ano  | Título                                                                | Creditados como | Creditados como | Creditados como | Notas                              |
| Ano  | Título                                                                | Diretores       | Roteiristas     | Produtores      | Notas                              |
| ---- | --------------------------------------------------------------------- | --------------- | --------------- | --------------- | ---------------------------------- |
| 1979 | Lorsque le bateau de Leon M. descendit la Meuse pour la première fois | Sim             | Sim             |                 | Documentário; também cinegrafistas |
| 1987 | Il court, il court, le monde                                          | Sim             | Sim             |                 |                                    |
| 1999 | L'Héritier                                                            |                 |                 | Sim             | Produtores executivos              |
| 2002 | First Love                                                            |                 |                 | Sim             |                                    |
| 2007 | Dans l'obscurité                                                      | Sim             | Sim             |                 | Segmento de To Each His Own Cinema |
| 2008 | Premier Jour                                                          |                 |                 | Sim             |                                    |
| 2011 | Bloody Eyes                                                           |                 | Sim             |                 |                                    |